# Jesse Renick
Jesse Banard Renick (ur. 29 września 1917 w Hickory, zm. 25 listopada 1999 w Ada) – amerykański koszykarz, złoty medalista letnich igrzysk olimpijskich w Londynie.